# MetSul Meteorologia
A MetSul Meteorologia é uma empresa de meteorologia que trabalha produzindo previsões climáticas. A MetSul se tornou notória por seus modelos climáticos ao antecipar eventos climáticos extremos como tornados no Rio Grande do Sul e Santa Catarina e também por documentar suas previsões de maneira a contradizerem falas de agentes públicos governamentais. Em 2023, a empresa lançou uma nota pública criticando falas do governador gaúcho Eduardo Leite sobre o volume de chuvas que era previsto para o mês de setembro daquele ano.
Nas enchentes no Rio Grande do Sul em 2024, a MetSul se tornou uma fonte de dados para diversas publicações jornalísticas que buscavam informar sobre a situação enfrentada no estado brasileiro.